# Ideobisium schusteri
Espèce
Ideobisium schusteri est une espèce de pseudoscorpions de la famille des Syarinidae.

## Distribution
Cette espèce est endémique d'Amazonas au Brésil. Elle se rencontre vers Manaus.

## Étymologie
Cette espèce est nommée en l'honneur de Reinhart Schuster.

## Publication originale
- Mahnert, 1985 : Weitere Pseudoskorpione (Arachnida) aus dem zentralen Amazonasgebiet (Brasilien). Amazoniana, vol. 9, no , p. 215-241.